# Sederholmite
La sederholmite est un minéral de la famille des sulfures, qui appartient au groupe de la nickéline. Il a été nommé en l'honneur de Jakob Johannes Sederholm (Helsinki, Finlande, 20 juillet 1863 - 26 juin 1934), directeur de l'Étude Géologique de Finlande.

## Caractéristiques
La sederholmite est un séléniure de formule chimique beta-NiSe qui cristallise dans le système hexagonal. Sa dureté sur l'échelle de Mohs est comprise entre 2,5 et 3. C'est une espèce dimorphe de la mäkinenite.

## Classification
Selon la classification de Nickel-Strunz, la sederholmite appartient à "02.C - Sulfures métalliques, M:S = 1:1 (et similaires), avec Ni, Fe, Co, PGE, etc." avec les minéraux suivants : achavalite, breithauptite, fréboldite, kotulskite, langisite, nickéline, sobolevskite, stumpflite, sudburyite, jaipurite, zlatogorite, pyrrhotite, smithite, troïlite, chérépanovite, modderite, ruthénarsénite, westerveldite, millérite, mäkinenite, mackinawite, hexatestibiopanickélite, vavřínite, braggite, coopérite et vysotskite.

## Formation et gisements
Il a été découvert dans la vallée de la rivière Kitka, près du village de Kuusamo, en Ostrobotnie du Nord (Finlande). C'est le seul endroit de la planète où ce minéral a été décrit.